# De Bedelaar

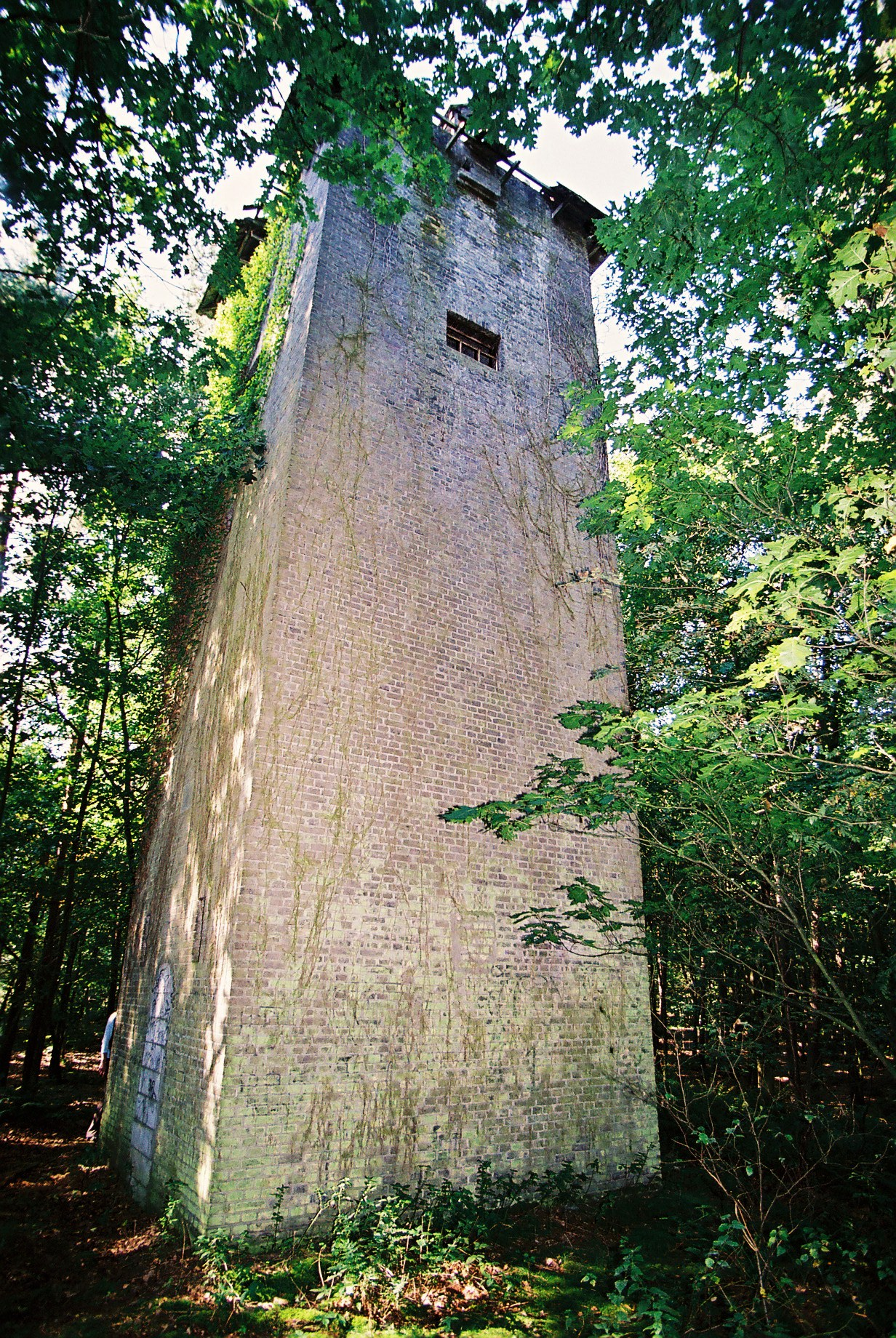
De Uilentoren

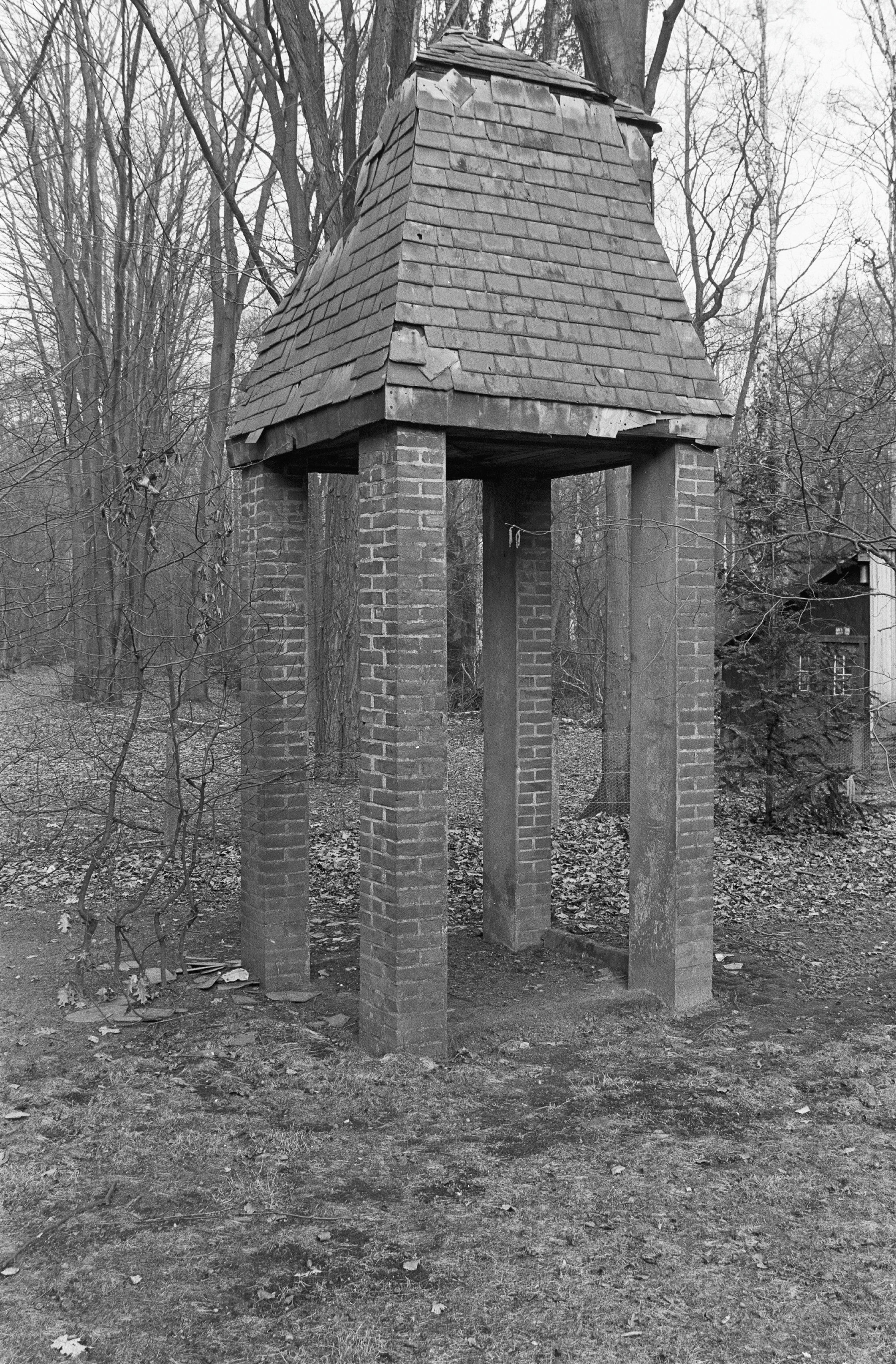
De Vleermuistoren

De Bedelaar is de naam van een landgoed ten westen van Haelen. Het landgoed meet 38 ha.

## Geschiedenis
Dit landgoed kreeg bekendheid door toedoen van de paleontoloog Eugène Dubois, ontdekker van de Homo erectus. Vanaf 1902 kreeg hij belangstelling voor de kleigroeven te Tegelen en liet daar opgravingen uitvoeren. Op het landgoed De Bedelaar wilde hij een reconstructie inrichten van het landschap zoals dat er bij Tegelen ooit uitgezien moest hebben. Het heidegebied werd in bos veranderd, er werden tal van exotische zaden ingevoerd en ook het ven werd door hem voedselrijk gemaakt en van exotische waterplanten voorzien.
Op het landgoed richtte hij aanvankelijk een houten huisje op, maar in 1910 kwam er een stenen villa met achthoekige toren, waarin zich de werkkamer van Dubois bevond. In 1931 werd de toren verhoogd en als vleermuisverblijf ingericht. In 1939 werd nog een extra verdieping op het huis geplaatst.
Reeds in 1916 bouwde Dubois een houten vleermuistoren naar Amerikaans model. Dit is tegenwoordig een rijksmonument. In 1937 liet hij bovendien een vijftien meter hoge stenen toren bouwen, de Uilentoren. Deze werd verwarmd via een stookkanaal om uilen en vleermuizen in de winter een aangename temperatuur te bezorgen. De toren werd in 2011 gerestaureerd. De bedoeling van dergelijke torens was om insecten respectievelijk knaagdieren op biologische wijze te bestrijden.
In 1940 stierf Dubois. Tijdens de Tweede Wereldoorlog werd de toren nog gebruikt als schuilplaats voor onderduikers. Na de oorlog werd het een rusthuis voor beambten van de Staatsmijnen, waartoe de villa werd uitgebreid. In de jaren '70 van de 20e eeuw werd het gekocht door de Zusters van Heythuysen, welke in 1993 weer vertrokken. Daarna was er leegstand, vervolgens was het ook groepshotel en vergaderaccommodatie. In 2008 kwam de villa aan de Stichting Wonen Limburg en werd het een beschermde woonvoorziening voor mensen met een psychiatrische achtergrond.

## Legende
Laar, of loar in het Limburgs, betekent: vennetje in een bosachtig gebied. Om te verwijzen naar de plek waar het landgoed was gelegen, werd verwezen naar deze 'loar': 'Beej de loar', ofwel, bij de laar. Zo kwam het landgoed aan de naam Bedelaar.
De herkomst van deze naam was zeer onbekend, zodat zich hierover een legende vormde. Ooit zou hier een kasteel hebben gestaan. Op een avond kwam een bedelaar langs, die echter op een uiterst hardvochtige wijze de deur werd gewezen. Daarop vervloekte de bedelaar het huis en zijn bewoners. Toen nu de torenklok 12 uur 's-nachts sloeg, verzonk het kasteel met zijn bewoners in het moeras. Daar ligt nu het ven: Groote Bedelaar. Er is ook nog een kleiner ven, Kleine Bedelaar geheten.

## Trivia
Op het landgoed werd op 4 april 1980 een wapenvondst gedaan, die wordt toegeschreven aan een geheim stay-behindnetwerk gelinkt aan Operatie Gladio.